# Lê Hy Cát
Lê Hy Cát (1425-1480 hoặc 1428-1483) là một quan lại, tướng lĩnh của nhà Lê Sơ trong lịch sử Việt Nam.

## Thân thế
Ông quê ở Lam Sơn, Lương Giang nay là Lam Sơn, Thọ Xuân, Thanh Hóa. Có tài liệu đặt nghi vấn thân sinh của ông là khai quốc công thần nhà Lê tuy nhiên chưa xác định là ai.

## Quan lộ

### Lê Thái Tông
Năm Đại Bảo thứ 2 (1442), ông được bổ nhiệm làm quan.

### Lê Nhân Tông
Năm Thái Hòa thứ 2 (1444), ông nhậm chức văn giai Thiếu trung đại phu, chức Tham tri Đông đạo quân dân bạ tịch, huân Kỵ đô úy. Năm Thái Hòa thứ 6 (1448), ông được thăng lên Đồng tri Đông đạo bạ tịch. Ít lâu sau, ông được thăng Thượng thư Hữu ty lang kiêm Nội mật viện phó sứ.
Năm Thái Hòa thứ 11 (1453), Lê Hy Cát được thăng làm Chánh phụng đại phu, Phán thủ tri hữu ban, Bách tác cục và Đông tây nam bắc chư quân phủ xa đô úy. Đến năm Diên Ninh thứ 1 (1454), ông được gia phong làm Vinh lộc đại phu, nhậm chức Tri Nam đạo, huân Thượng khinh xa đô úy, Tham tri viện sự.
Ngày 14 tháng 10, năm Diên Ninh thứ 4 (1457), ông được phái đi sứ nhà Minh. Năm Diên Ninh thứ 6 (1459), ông cai quản Tây đạo, ngân thanh vinh lộc đại phu, nhậm chức Đồng tổng tri Quốc Oai thượng.

### Lê Thánh Tông
Năm Quang Thuận nguyên niên (1460), ông được phong làm Nhập nội Đại hành khiển, Thượng thư tỉnh và giữ chức Hải Tây đạo, gia phong Kim tử quang lộc đại phu, Hà Hoa hải môn trấn Phụng tuyên sứ, Nhập nội Đại hành. Ít lâu sau, ông được phong làm Phụ quốc thượng tướng quân, Tả phụ Tham tri chánh sự kiêm Tổng quản tri Bắc đạo vệ, Tả phụ Tham tri chánh sự.
Ngày 9 tháng 9 năm Quang Thuận thứ 3 (1462), ông được mệnh tiếp đón sứ thần sách phong từ nhà Minh tại trạm Thị Cầu ở Bắc Giang. Sau đó được thăng làm Bảo chánh công thần, Hà Hoa hải môn trấn quán quân tướng quân, nhập nội Thiếu bảo, Tham tri chánh sự.
Năm Quang Thuận thứ 5 (1464), ông được gia phong làm Bảo chánh công thần, Nhập nội Thiếu bảo, huân Trụ quốc, cai quản quân sự và dân sự, hơn nữa ban cho quốc tính. Năm Quang Thuận thứ 6 (1465), ông được phong làm Bắc quân đô đốc phủ Hữu đô đốc, huân Trụ quốc. Đến ngày 16 tháng 11 năm Hồng Đức thứ 2 (1470), ông nhậm chức Tả Đô đốc.
Cuối năm 1471 - tháng 3 năm 1472, ông tham gia cuộc viễn chinh Chiêm Thành, nhậm chức Đại ty mã, chức Đông quân đô đốc phủ, Tháo cung Tuyên lực vũ thần, Đặc tiến phiếu kỵ đại tướng quân, huân Thượng trụ quốc, Đông quân đô đốc, Suy trung Tuyên lực vũ thần, Đặc tiến phụ quốc đại tướng quân, huân Thượng trụ quốc.
Năm Hồng Đức thứ 4 (1472), ông bị miễn chức Đông quân đô đốc phủ sự. Năm Hồng Đức thứ 6 (1474), ông là chinh man tướng quân. Tháng 11 năm Hồng Đức thứ 7 (1475), ông nhận tước Diên Hà Bá. Năm Hồng Đức thứ 10 (1478), ông tham gia chinh phạt Lan Xang. 